# Азања
Азања је варош у општини Смедеревска Паланка Подунавског округа, Шумадија. Налази се на пространом брдовитом платоу (надморска висина 160m), на развођу сливова река Језаве и Јасенице. Структурирана је по шумадијском типу зракастог села, са чаршијом у центру. У центру вароши налази се Храм посвећен Св. бесребреницима Козми и Дамјану, подигнут 1884-1885. године. Азања у свом саставу има више заселака као што су Безевац, Гуцетина, Дреновчић, Стублина, Улићи итд.

## Историја
Азања oд 1887. до 1950. године важи за највеће српско село. Када је број становника 1950. године достигао 12.500, село је подељено на три насеља: Влашки До, Грчац и Азању. Указом Краља од 6. јула 1922. године насеље је добило статус варошице, а седиште истоимене општине било је у периоду 1945-1964. године.
Азања је старије насеље и једно од највећих. Помиње се у арачким из првих деценија 19. века и имала је 1818. године 104 куће а толико исто и 1822. године. Године 1846. Азања је имала 213 кућа, а по попису из 1921. године имала је 1409 кућа са 8068 становника (са Влашким Долом).
По предању Азању су засновали преци породице Шаранчића. Њихов предак Шароња бежећи од Турака, наишао је у Моравску долину, и како му се није ту допало скрене и дође овамо. Са женом се настани на месту, где је данас школа, и ту подигне „мало куће“. Свуда око места била је велика шума и било је непроходно. И данас се на азањском гробљу налази споменик некога Величка (од Шаранчевића) из 1766. године. После Шароње доселио се Петроније, предак Мајсторовића-Мајсторчића (који данас имају разна презимена). Пана је дошао „од Сјенице–Косова“ и населио се најпре на Трешњи (код Рипња). Како је био мајстор, путовао је по околини, пролазио и кроз Азању, па му се ту допало и пресели се. У старе породице убрајају се и Стевановићи, Батинићи, Анђелковићи, Јанчићи (подаци крајем 1921. године).
У Првом светском рату настрадало је око 400 војника из Азање, и још толико се вратило из рата.

## Култура и образовање
Сеоска културна дешавања су већином везана за верске празнике. Сеоски вашар, о Трновој Петки (8. августа), одржава се од изградње цркве 1885. године. Од 1997. године у време вашара одржава се и етно-културна манифестација „Дани азањске погаче“, 2006. године употпуњена књижевном вечери и изложбом слика ликовне колоније „Азања 2006". На погачијади је направљена и погача пречника 593 центиметра, на коју је утрошено 400кг брашна,9кг квасца,12 литара уља,240 литара воде,2,5кг адитива и 100 јаја. Погача је кандидована за Гинисову књигу рекорда. Поред највеће, направљена је и погача од 25 милиметара која је тежила 5 грама. У селу се одржао и Ромски сабор Азања 2007. године.
Постоје три споменика културе на територији Азање:
1. зграда Земљорадничке задруге, изграђена 1920. године, проглашена за споменик 1982.
2. кућа Николајевића са апотеком, грађена 1928/1929. године, проглашена за споменик 1997.
3. храм Св. Козме и Дамјана, грађен 1884/1885, а проглашена за споменик 2000.

Сва три споменика су некатегорисани.
Земљорадничка задруга у Азањи је основана 1894. године, као друга задруга у Србији. У селу постоји једна основна школа „Радомир Лазић“, Аматерско позориште Азања, као и КУД „Азања“. Крајем 2005. године У Месној заједници отворен је огранак Народне библиотеке из Смедеревске Паланке. У Азањи постоји један фудбалски клуб - „Шумадија“.
Овде се налази Црква Светих бесребреника Кузмана и Дамјана у Азањи. У Азањи се одржавају Дани азањске погаче.

## Демографија
Према подацима пописа из 2002., Азања је имала 4717 становника. У последња три пописа примећен је пад у броју становника. У насељу Азања живи 3809 пунолетних становника, а просечна старост становништва износи 42,7 година (41,0 код мушкараца и 44,4 код жена).
Историјски посматрано, 1784. године Азања је имала 14 хришћанских домаћинстава, 1924. — 1308, а 2002. 1408 домаћинстава. Просечан број чланова по домаћинству (2002) је 3,35. Према проценама организације World Gazetteer, Азања 2007. године има 4.531 становника.
|  |

| Година          | 1863. | 1885. | 1910. | 1927. | 1939. | 1948. | 1953. | 1961. | 1971. | 1981. | 1991. | 2002. | 2011. | 2022. |
| Број становника | 2516  | 4926  | 8900  | 9865  | 7983  | 6537  | 6866  | 6540  | 6031  | 5695  | 5365  | 4986  | 4014  | 3256  |

Азања је претежно насељена Србима. Према попису из 2002. године, у Азањи живи 47 Рома, док постоје и другачији, усмени подаци, о око 1000 Рома у овом насељу.
| Етнички састав према попису из 2002.‍ | Етнички састав према попису из 2002.‍ | Етнички састав према попису из 2002.‍ | Етнички састав према попису из 2002.‍ | Етнички састав према попису из 2002.‍ |
| ------------------------------------ | ------------------------------------ | ------------------------------------ | ------------------------------------ | ------------------------------------ |
|                                      |                                      |                                      |                                      |                                      |
| Срби                                 | Срби                                 |                                      | 4.588                                | 97,34%                               |
| Роми                                 | Роми                                 |                                      | 47                                   | 0,99%                                |
| Муслимани                            | Муслимани                            |                                      | 14                                   | 0,29%                                |
| Црногорци                            | Црногорци                            |                                      | 12                                   | 0,25%                                |
| Македонци                            | Македонци                            |                                      | 10                                   | 0,21%                                |
| Хрвати                               | Хрвати                               |                                      | 2                                    | 0,04%                                |
| Словенци                             | Словенци                             |                                      | 1                                    | 0,02%                                |
| Словаци                              | Словаци                              |                                      | 1                                    | 0,02%                                |
| Руси                                 | Руси                                 |                                      | 1                                    | 0,02%                                |
| Мађари                               | Мађари                               |                                      | 1                                    | 0,02%                                |
| непознато                            | непознато                            |                                      | 23                                   | 0,48%                                |

| Година пописа     | 1948. | 1953. | 1961. | 1971. | 1981. | 1991. | 2002. |
| ----------------- | ----- | ----- | ----- | ----- | ----- | ----- | ----- |
| Број домаћинстава | 1.307 | 1.524 | 1.587 | 1.525 | 1.466 | 1.421 | 1.408 |

| Број чланова      | 1   | 2   | 3   | 4   | 5   | 6   | 7  | 8  | 9 | 10 и више | Просек |
| ----------------- | --- | --- | --- | --- | --- | --- | -- | -- | - | --------- | ------ |
| Број домаћинстава | 273 | 310 | 209 | 241 | 156 | 134 | 49 | 29 | 4 | 3         | 3,35   |

| Пол    | Укупно | Неожењен/Неудата | Ожењен/Удата | Удовац/Удовица | Разведен/Разведена | Непознато |
| ------ | ------ | ---------------- | ------------ | -------------- | ------------------ | --------- |
| Мушки  | 1.940  | 455              | 1.280        | 143            | 58                 | 4         |
| Женски | 2.020  | 253              | 1.290        | 434            | 38                 | 5         |
| УКУПНО | 3.960  | 708              | 2.570        | 577            | 96                 | 9         |

| Пол    | Укупно                    | Пољопривреда, лов и шумарство | Рибарство                            | Вађење руде и камена | Прерађивачка индустрија       |
| ------ | ------------------------- | ----------------------------- | ------------------------------------ | -------------------- | ----------------------------- |
| Мушки  | 1.190                     | 583                           | 0                                    | 1                    | 317                           |
| Женски | 681                       | 430                           | 0                                    | 0                    | 75                            |
| УКУПНО | 1.871                     | 1.013                         | 0                                    | 1                    | 392                           |
| Пол    | Производња и снабдевање   | Грађевинарство                | Трговина                             | Хотели и ресторани   | Саобраћај, складиштење и везе |
| Мушки  | 17                        | 42                            | 58                                   | 11                   | 49                            |
| Женски | 3                         | 3                             | 46                                   | 6                    | 15                            |
| УКУПНО | 20                        | 45                            | 104                                  | 17                   | 64                            |
| Пол    | Финансијско посредовање   | Некретнине                    | Државна управа и одбрана             | Образовање           | Здравствени и социјални рад   |
| Мушки  | 1                         | 11                            | 23                                   | 14                   | 31                            |
| Женски | 0                         | 7                             | 2                                    | 35                   | 46                            |
| УКУПНО | 1                         | 18                            | 25                                   | 49                   | 77                            |
| Пол    | Остале услужне активности | Приватна домаћинства          | Екстериторијалне организације и тела | Непознато            | Непознато                     |
| Мушки  | 16                        | 3                             | 0                                    | 13                   | 13                            |
| Женски | 6                         | 2                             | 0                                    | 5                    | 5                             |
| УКУПНО | 22                        | 5                             | 0                                    | 18                   | 18                            |

## Спорт
- „ФК Шумадија Азања“
- ЖРС ОШ „Радомир Лазић“
- Стонотениски Клуб Азања
- Шаховски клуб Азања
- Азањски Ловачко друштво
- Риболовачко друштво „АМУР“

## Познати Азањци
- Вујица Вулићевић
- Ђуша Вулићевић
- Антоније Мајсторовић
- Стефан Новаковић
- Радмила Милентијевић
- Сања Домазет

## Занимљивости
Азањци су чест „гост“ у анегдотама и вицевима у смедеревском крају. Азањац Томислав Грујић - Груја је тим поводом издао књигу „Из Азање, бре".